# Municipio de Lakeport (Iowa)
El municipio de Lakeport (en inglés: Lakeport Township) es un municipio ubicado en el condado de Woodbury en el estado estadounidense de Iowa. En el año 2010 tenía una población de 163 habitantes y una densidad poblacional de 2,27 personas por km².

## Geografía
El municipio de Lakeport se encuentra ubicado en las coordenadas 42°15′54″N 96°17′58″O / 42.26500, -96.29944. Según la Oficina del Censo de los Estados Unidos, el municipio tiene una superficie total de 71.91 km², de la cual 69,44 km² corresponden a tierra firme y (3,43 %) 2,46 km² es agua.

## Demografía
Según el censo de 2010, había 163 personas residiendo en el municipio de Lakeport. La densidad de población era de 2,27 hab./km². De los 163 habitantes, el municipio de Lakeport estaba compuesto por el 94,48 % blancos, el 0,61 % eran asiáticos, el 4,91 % eran de otras razas. Del total de la población el 5,52 % eran hispanos o latinos de cualquier raza.